# Hibiscus bifurcatus
Hibiscus bifurcatus är en malvaväxtart som beskrevs av Antonio José Cavanilles. Hibiscus bifurcatus ingår i Hibiskussläktet som ingår i familjen malvaväxter. Inga underarter finns listade i Catalogue of Life.